# Isaak Theodoridis
Isaak Theodoridis –en griego, Ισαάκ Θεοδωρίδης– (Stuttgart, RFA, 21 de febrero de 1968) es un deportista griego que compitió en lucha grecorromana. Ganó una medalla de bronce en el Campeonato Europeo de Lucha de 1992, en la categoría de 57 kg.

## Palmarés internacional
| Campeonato Europeo | Campeonato Europeo     | Campeonato Europeo | Campeonato Europeo |
| Año                | Lugar                  | Medalla            | Categoría          |
| ------------------ | ---------------------- | ------------------ | ------------------ |
| 1992               | Copenhague (Dinamarca) | Medalla de bronce  | 57 kg              |